# Sancti-Spíritus (Estremadura)
Sancti-Spíritus è un comune spagnolo di 274 abitanti situato nella comunità autonoma dell'Estremadura.